# 中国社会民主党
中国社会民主党（ちゅうごくしゃかいみんしゅとう、China Social Democratic Party）は、中国民主化運動組織。党代表の主席職を劉国凱（刘国凯）、秘書長を劉因全（刘因全）がそれぞれ務めている。

## 概要
天安門事件後に中国から亡命した人達により2000年に作られた政治組織で、党則においては「社会民主主義を党の指導理念とし、社会民主主義の普遍的な価値と中国の基本的な国情を結合させることで中国に社会民主主義制度を打ち立てる」ことを目標としている。
中国社会民主党は、アメリカ合衆国のロサンゼルス、サンフランシスコ、シアトル、ラスベガス、ニューヨーク、及び香港、台湾、日本、イギリス、デンマーク、フィンランド、タイ王国、マレーシア、シンガポール、カンボジア、ミャンマーに党組織があり、中国大陸にも秘密の党組織があるとしている。また、中国社会民主党の代表団はスウェーデン社会民主労働党、オランダ労働党、フランス社会党、及び日本社会民主党等の各国の社会主義団体を訪問しており、日本社民党本部の訪問時には高位職者の相互訪問や両党の外交協力メカニズムの構築といった幅広い分野で合意に達したとしている。
2016年5月17日、六四天安門事件の27周年を迎えるにあたり、中国社会民主党の日本支部が日本中国民主化運動団体協調会を通じて声明を発表した。